# Marta Cornelius-Furlani
Marta Cornelius-Furlani, geborene Furlani (* 4. Juli 1886 in Triest, Österreich-Ungarn; † 20. Juni 1974 in Purkersdorf), war eine österreichische Geologin und Lehrerin.
Furlani studierte seit 1905 an der Universität Wien Geologie bei Viktor Uhlig und Karl Diener und wurde dort 1910 zum Dr. phil. promoviert. Sie war damit an der Universität Wien die erste Frau, die in diesem Fach promoviert wurde. 1911 legte sie die Lehramtsprüfung ab und arbeitete dann bis zu ihrer Pensionierung 1944 als Lehrerin. 1921 heiratete sie den Geologen Hans Peter Cornelius, dessen enge Mitarbeiterin sie war. Von 1945 war Cornelius-Furlani freiwillige Mitarbeiterin des Naturhistorischen Museums Wien. Sie war 1951 bis 1952 Präsidentin und ab 1958 Ehrenmitglied der Geologischen Gesellschaft in Wien.
Begraben am Wiener Zentralfriedhof Gruppe 0 Grab 237.

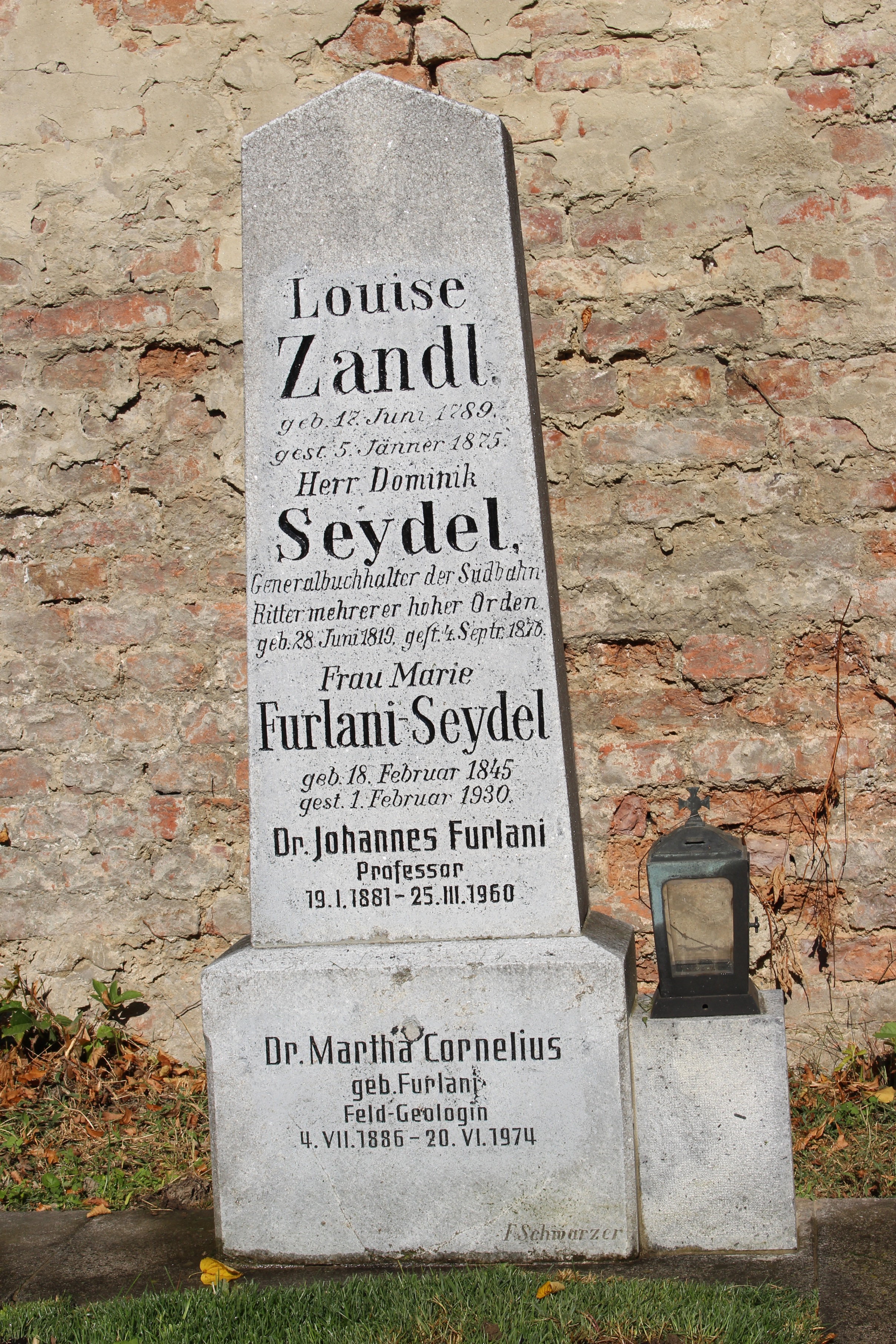
Das Familiengrab am Wiener Zentralfriedhof

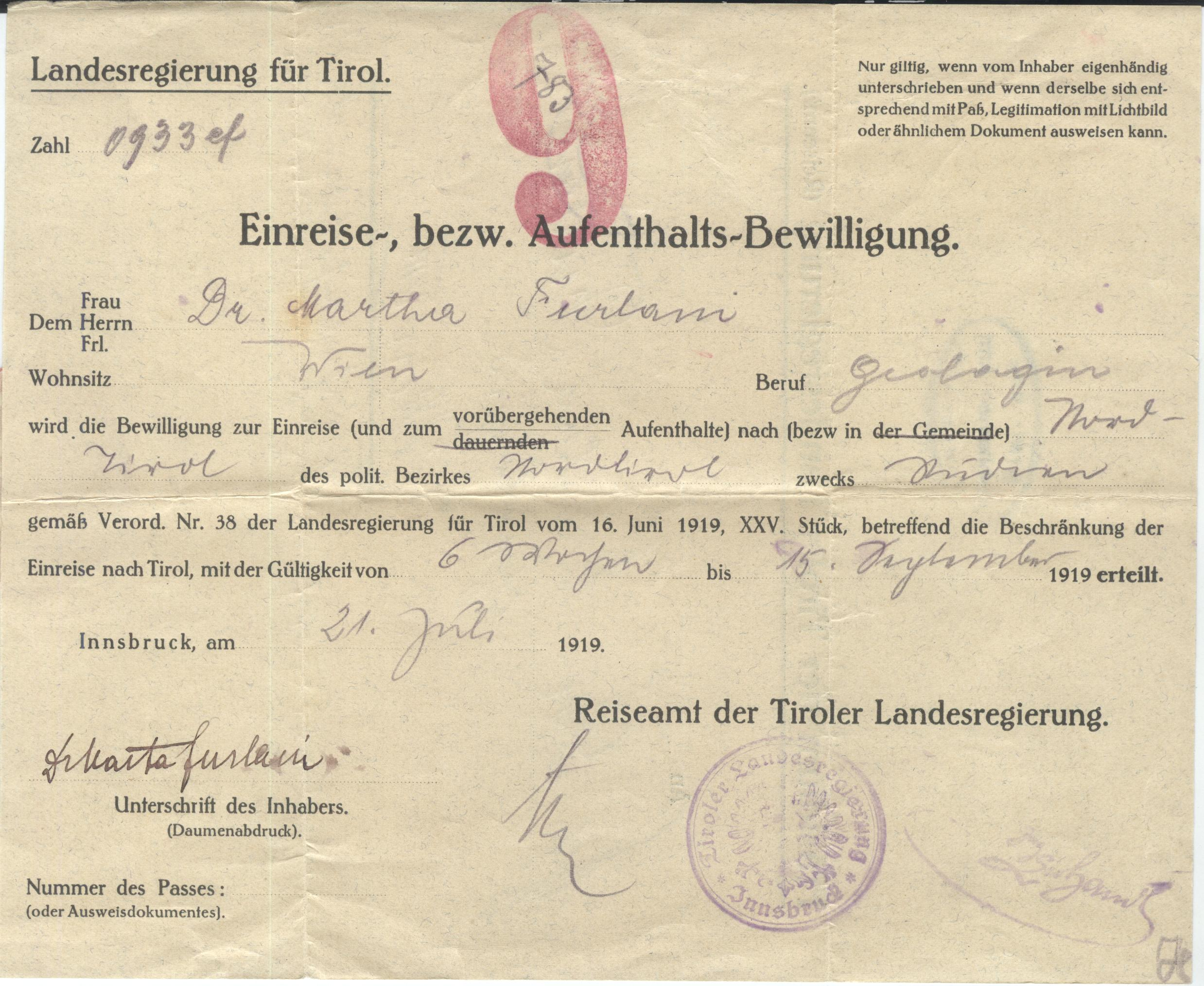

## Veröffentlichungen
- Zur Tektonik der Sellagruppe in Gröden. In: Mitteilungen der Geologischen Gesellschaft in Wien 2, 1909, S. 445–461 (zobodat.at [PDF; 1 MB]).
- Die Lemes-Schichten. Ein Beitrag zur Kenntnis der Juraformation in Mitteldalmatien. In: Jahrbuch der Geologischen Reichsanstalt 60, 1910, S. 67–98 (zobodat.at [PDF; 2,9 MB]).
- Der Drauzug im Hochpustertal. In: Mitteilungen der Geologischen Gesellschaft in Wien 5, 1912, S. 252–271.
- Literaturnotiz: Rudolf Staub. Zur Geologie des Sassalbo im Puschlav. In: Verhandlungen der Geologischen Bundesanstalt 1920, S. 75–76 (zobodat.at [PDF; 299 kB]).
- Studien über die Triaszonen, im Hochpustertal, Eisack- und Pensertalin Tirol. In: Denkschriften der Akademie der Wissenschaften 97, Wien 1921, S. 33–54 (zobodat.at [PDF; 2,7 MB]).
- Stratigraphische Studien in Nordtirol: Beiträge zur Kenntnis der Jura und Neokomschichten der Karwendelmulde bei Landl in Nordtirol. In: Verhandlungen der Geologischen Bundesanstalt 1921, S. 90–94 (zobodat.at [PDF; 410 kB]).
- Zur Kenntnis der Villnösser Linie. In: Verhandlungen der Geologischen Bundesanstalt 1924, S. 125–131 (zobodat.at [PDF; 487 kB]).
- mit Hans-Peter Cornelius: Einige Beobachtungen über das Serpentinvorkommen von Kilb am niederösterreichischen Alpenrande. In: Verhandlungen der Geologischen Bundesanstalt 1927, S. 201–205 (zobodat.at [PDF; 410 kB]).
- mit Hans-Peter Cornelius: Die Insubrische Linie vom Tesin bis zum Tonalepass. In: Denkschriften der Akademie der Wissenschaften 102, Wien 1931, S. 207–301 (zobodat.at [PDF]).
- mit Hans-Peter Cornelius: Die Breccien auf dem Gipfel des Weißecks in den Radstädter Tauern. In: Verhandlungen der Geologischen Bundesanstalt 1932, S. 161–162 (zobodat.at [PDF; 280 kB]).
- Gustav Edler von Arthaber †. In: Mitteilungen der Geologischen Gesellschaft in Wien 36–38, 1943, S. 297–302 (zobodat.at [PDF; 380 kB]).
- Beiträge zur Kenntnis der Schichtfolge und Tektonik der Lienzer Dolomiten. In: Sitzungsberichte der Akademie der Wissenschaften. Mathematisch-naturwissenschaftliche Klasse 162, 1953, S. 279–294 (zobodat.at [PDF; 1,6 MB]).
- Beiträge zur Kenntnis der Schichtfolge und Tektonik der Lienzer Dolomiten. In: Sitzungsberichte der Akademie der Wissenschaften. Mathematisch-naturwissenschaftliche Klasse 164, 1955, S. 131–144 (zobodat.at [PDF; 3 MB]).
- mit Friedrich Bachmayer: Die geologische Lage von Wien. In: Veröffentlichungen aus dem (des) Naturhistorischen Museum(s) NF 3, 1960, S. 30–32 (zobodat.at [PDF; 7,1 MB]).
- Rudolf Staub (1890–1961). In: Mitteilungen der Geologischen Gesellschaft in Wien 54, 1961, S. 271–276 (zobodat.at [PDF; 654 kB]).
- mit Friedrich Bachmayer: Die geologische Lage von Wien. In: Veröffentlichungen aus dem (des) Naturhistorischen Museum(s) NF 5, 1964, S. 157–160 (zobodat.at [PDF; 2,8 MB]).
- Silvio Vardabasso. In: Mitteilungen der Geologischen Gesellschaft in Wien 60, 1967, S. 149–150 (zobodat.at [PDF; 343 kB]).
- mit Friedrich Bachmayer: Die geologische Lage von Wien. In: Veröffentlichungen aus dem (des) Naturhistorischen Museum(s) NF 5_2AL, 1969, S. 177–181 (zobodat.at [PDF; 3 MB]).